# Alan Pardew
Alan Scott Pardew, né le 18 juillet 1961 à Wimbledon (Londres), est un footballeur anglais, désormais entraîneur.

## Carrière

### Carrière d'entraîneur
Le 27 septembre 2012, il prolonge son contrat avec Newcastle United jusqu'en 2020. Il est élu entraîneur de la saison 2011-2012 du championnat d'Angleterre.
Le 1er mars 2014, Newcastle United le condamne à une amende de 100 000 £ pour un coup de tête donné au joueur de Hull City, David Meyler, lors d'un match.
Le 3 janvier 2015, il est nommé entraîneur de Crystal Palace. Pardew y signe un contrat de 3 ans et demi avec le club londonien qui a dû débourser près de 3,5 millions de livres pour le libérer de son contrat le liant jusqu'en 2020 aux Magpies.
Pour sa première sur le banc de touche avec les Eagles, il s'impose largement 4-0 face à Dover Athletic en 32es de finale de la FA Cup.
Le 10 juillet 2015, il fait venir Yohan Cabaye, son ancien joueur à Newcastle United en manque de temps de jeu au Paris Saint-Germain, pour qui Crystal Palace débourse 14 millions d'euros (plus quatre de bonus) pour le recruter, ce qui en fait le transfert le plus cher de ce club du sud de Londres, après l'achat du milieu de terrain de Wigan James McArthur, arrivé en 2014 contre 10 millions d'euros.
En décembre 2016, il est limogé de Crystal Palace à la suite des mauvais résultats de l'équipe.
Le 2 avril 2018, il est licencié du West Bromwich Albion.
Le 24 décembre 2019, il est nommé entraîneur du club néerlandais de l'ADO La Haye. Il quitte le club d'un commun accord le 29 avril 2020.
Le 24 novembre 2020, il est nommé directeur technique du CSKA Sofia . Il devient ensuite entraineur du club après le départ de Stoycho Mladenov en avril  2022. Il décide de quitter le club le 2 juin 2022, se disant lassé des nombreux incidents racistes. Il avait alors seulement disputé 5 matchs sur le banc avec le club de la capitale bulgare.

## Statistiques d'entraîneur
| Reading FC (intérim) | 18 mars 1998     | 25 mars 1998      | 1   | 0   | 0   | 1   | 0,0  |
| Reading FC           | 13 octobre 1999  | 10 septembre 2003 | 211 | 102 | 52  | 57  | 48,3 |
| West Ham United      | 20 octobre 2003  | 11 décembre 2006  | 163 | 67  | 38  | 58  | 41,1 |
| Charlton Athletic    | 24 décembre 2006 | 22 novembre 2008  | 90  | 28  | 26  | 36  | 31,1 |
| Southampton FC       | 17 juillet 2009  | 30 août 2010      | 64  | 34  | 17  | 13  | 53,1 |
| Newcastle United     | 9 décembre 2010  | 30 décembre 2014  | 185 | 71  | 41  | 73  | 38,4 |
| Crystal Palace       | 3 janvier 2015   | 22 décembre 2016  | 87  | 35  | 13  | 39  | 40,2 |
| West Bromwich Albion | 29 novembre 2017 | 2 avril 2018      | 21  | 3   | 5   | 13  | 14,3 |
| Total                | Total            | Total             | 822 | 340 | 192 | 290 | 41,4 |

## Palmarès

### Entraîneur
- Southampton FC
  - Vainqueur du Football League Trophy en 2010

- Crystal Palace
  - Finaliste de la Coupe d'Angleterre en 2016